# Râul Dalnic, Marea Neagră
Râul Dalnic (în ucraineană Дальник, transliterat: Dalnîk) este un mic râu de stepă din Raionul Biliayivskyi și din Raionul Ovidiopol al regiunii Odesa, Ucraina. Râul își are izvorul lângă satul Dacine și curge în estuarul Suhi (sau Suhi Liman, în ucraineană Сухий лиман - „estuarul uscat”) lângă satul Nova Dolîna, dând naștere unei serii de bălți și de mlaștini. Orașul Velîkîi Dalnîk este situat pe malul râului.